# Jean-Pierre Guillaume Catteau-Calleville
Jean-Pierre Guillaume Catteau-Calleville, född 1759 i Angermünde, Preussen, död 19 maj 1819 i Paris, var en tysk-fransk skriftställare.
Catteau-Calleville tillhörde en hugenottfamilj, som lämnat Frankrike efter upphävandet av ediktet i Nantes. Han blev 1783 pastor vid reformerta församlingen i Stockholm och företog från 1788 resor i Tyskland, Frankrike, Schweiz samt i de skandinaviska länderna. År 1810 bosatte han sig i Paris och lämnade prästkallet. Han var ledamot av svenska Vetenskapsakademien (1813) samt av Vitterhets-, historie- och antikvitetsakademien. 
Catteau-Calleville utgav Bibliothèque suédoise (1783) och författade Tableau général de la Suède (1789), Tableau des états danois considérés sous les rapports du mécanisme social (tre band, 1802), Voyage en Allemagne et en Suède (tre band, 1810), Tableau de la mer Baltique (två band, 1812), Histoire des revolutions de Norwège (två band, 1818), innehållande även en framställning av Norges dåvarande ställning och dess förhållande till Sverige, och Histoire de Christine, reine de Suède (två band, 1815; "Drottning Christinas historia", 1821-22, översatt av J.F. von Köhler). Han lämnade till Michauds "Biographie universelle" levnadsteckningar över skandinaviska personligheter.